# Elezioni federali in Germania del 1998
Le elezioni federali in Germania del 1998 si tennero il 27 settembre per il rinnovo del Bundestag.

## Campagna elettorale
La campagna elettorale vide come tema principale la crisi economica in cui si trovava il paese e soprattutto la disoccupazione, che era arrivata a toccare 4 milioni di senza lavoro. Un altro tema che pesò molto furono i costi sostenuti dal governo per la riunificazione tedesca.

## Risultati
| Liste                                         | Maggioritario | Maggioritario | Maggioritario | Proporzionale | Proporzionale | Proporzionale | Totale seggi |
| Liste                                         | Voti          | %             | Seggi         | Voti          | %             | Seggi         | Totale seggi |
| --------------------------------------------- | ------------- | ------------- | ------------- | ------------- | ------------- | ------------- | ------------ |
| Partito Socialdemocratico di Germania (SPD)   | 21.535.893    | 43,80         | 212           | 20.181.269    | 40,93         | 86            | 298          |
| Unione Cristiano Democratica (CDU)            | 15.854.215    | 32,25         | 74            | 14.004.908    | 28,40         | 124           | 198          |
| Unione Cristiano-Sociale in Baviera (CSU)     | 3.602.472     | 7,33          | 38            | 3.324.480     | 6,74          | 9             | 47           |
| Alleanza 90/I Verdi                           | 2.448.162     | 4,98          | -             | 3.301.624     | 6,70          | 47            | 47           |
| Partito Liberale Democratico (FDP)            | 1.486.433     | 3,02          | -             | 3.080.955     | 6,25          | 43            | 43           |
| Partito del Socialismo Democratico (PDS)      | 2.416.781     | 4,92          | 4             | 2.515.454     | 5,10          | 32            | 36           |
| I Repubblicani                                | 1.115.664     | 2,27          | -             | 906.383       | 1,84          | -             | -            |
| Unione Popolare Tedesca                       | -             | -             | -             | 601.192       | 1,22          | -             | -            |
| Iniziativa Pro DM                             | -             | -             | -             | 430.099       | 0,87          | -             | -            |
| I Grigi - Pantere Grigie                      | 141.763       | 0,29          | -             | 152.557       | 0,31          | -             | -            |
| Partito per la Protezione degli Animali       | 1.734         | 0,00          | -             | 133.832       | 0,27          | -             | -            |
| Partito Nazionaldemocratico di Germania       | 45.043        | 0,09          | -             | 126.571       | 0,26          | -             | -            |
| Federazione dei Cittadini Liberi              | 134.795       | 0,27          | -             | 121.196       | 0,25          | -             | -            |
| Partito Ecologico-Democratico                 | 145.308       | 0,30          | -             | 98.257        | 0,20          | -             | -            |
| Partito dei Cristiani Osservanti della Bibbia | 46.379        | 0,09          | -             | 71.941        | 0,15          | -             | -            |
| Altri <0,10%                                  | 191.938       | 0,39          | -             | 257.794       | 0,52          | -             | -            |
| Totale                                        | 49.166.580    |               | 328           | 49.308.512    |               | 341           | 669          |

## Esiti
Le elezioni videro il crollo della CDU, che perse quasi il 6% dei voti, e l'avanzata della SPD, che conquistò 4,5 punti percentuali. La SPD, guidata da Gerhard Schröder, riuscì a tornare al governo dopo 16 anni formando un'inedita alleanza con Alleanza 90/I Verdi. Le cause della rovinosa sconfitta del centrodestra furono:
- La ricandidatura di Helmut Kohl dopo 16 anni di cancellierato, quando ormai appariva a molti come un politico vecchio e logoro;
- Il fallimento della politica economica di Helmut Kohl del post riunificazione che avrebbe dovuto portare la Germania a una rapida ripresa e che invece fece sprofondare il paese in una gravissima crisi economica;
- La disoccupazione salita alle stelle;
- Le prime avvisaglie della "tangentopoli" della CDU tedesca che da lì ad un anno avrebbe travolto tutti i dirigenti del partito, compreso lo stesso Kohl.